# Egon Krenz
Egon Rudi Ernst Krenz  (Kolberg, Pomerania, 19 de marzo de 1937) es un político comunista y exconvicto alemán. Gobernó la antigua República Democrática Alemana El 18 de octubre de 1989 sucedió a Erich Honecker como líder del Partido Socialista Unificado de Alemania (SED) y el 24 de octubre de 1989, como jefe de Estado de la Alemania Oriental, pero en pocas semanas se vio superado por los hechos que precedieron al colapso del Estado socialista.
Después de la reunificación alemana en 1990, se hicieron pesquisas sobre las personas asesinadas al intentar cruzar la frontera interalemana. Krenz fue sentenciado a seis años y medio de prisión por la muerte de cuatro de las personas asesinadas en la frontera. Cumplía su pena de prisión desde el 13 de enero de 2000 y fue puesto en libertad con antelación el 18 de diciembre de 2003. En la actualidad se encuentra retirado de la vida pública.

## Biografía

### Primeros años
Krenz nació el 19 de marzo de 1937 en la ciudad de Kolberg (Pomerania), que tras la Segunda Guerra Mundial se convirtió en ciudad polaca. En 1944 su madre huyó con su hermana a Ribnitz-Damgarten. Su padre murió en la Segunda Guerra Mundial. Krenz terminó la escuela en Damgarten en 1953. En el mismo año se afilió a la Juventud Libre Alemana (FDJ). Krenz interrumpió su aprendizaje como cerrajero en VEB Dieselmotoren Rostock,[cita requerida] estudió de 1953 a 1957 en el instituto para la formación de profesores en Putbus en Rügen y se graduó con un diploma de profesor. En 1955 se afilió al Partido Socialista Unificado de Alemania (SED).

### Carrera política

#### Avance en la organización juvenil y el partido
En 1959, Krenz fue segundo y después primer secretario de distrito de las FDJ en el distrito de Rügen. Desde 1960 fue el primer secretario de la dirección del distrito de Rostock de la FDJ. En 1961 fue nombrado secretario del Consejo Central de la FDJ y fue responsable de la labor de la asociación juvenil en universidades, colegios y escuelas técnicas. De 1964 a 1967 Krenz estudió en el colegio del partido del PCUS en Moscú y se graduó como científico social.[cita requerida] Posteriormente, de 1967 a 1974, fue secretario del consejo central de la FDJ, responsable de la agitación y propaganda así como de la labor de la FDJ en las escuelas. Al mismo tiempo trabajó desde 1971 hasta 1973 como presidente de la Organización de Pioneros Ernst Thälmann. De 1973 o 1974 a 1983 ocupó el cargo de Primer Secretario del Consejo Central de las FDJ.
De 1971 a 1990 Krenz fue miembro de la Cámara Popular de la RDA, de 1971 a 1981 también fue miembro de su presídium. En 1973 fue nombrado miembro del Comité Central (ZK) del SED. Tenía el puesto hasta 1989. De 1981 a 1984 Krenz fue miembro del Consejo de Estado de la RDA. En 1983 fue elegido miembro de su Politburó y secretario del Comité Central de la SED para temas de seguridad, juventud, deporte, estado y cuestiones legales.[cita requerida] Con su nombramiento como vicepresidente del Consejo de Estado, Kernz se convirtió en el segundo hombre detrás de Erich Honecker en 1984.

#### Revolución pacífica
Krenz visitó la Alemania Occidental por primera vez en junio de 1989, cuando fue invitado por Oskar Lafontaine, el ministro-presidente socialdemócrata del Sarre. La parlamentaria alemana Brigitte Schulte, encargada de acompañarle durante la visita, describió a Krenz como un político cínico más preocupado por su propia carrera política que de un reformista nato.
Tras las numerosas movilizaciones contra el régimen a finales de 1989, Erich Honecker fue forzado a dimitir el 18 de octubre y fue sustituido por Egon Krenz tanto en la secretaría general del SED como en la jefatura del Estado de la RDA. Aunque hasta entonces había estado esperando la previsible muerte natural de Honecker (que estaba enfermo de cáncer), finalmente fue convencido para acceder al poder dada la gravedad de la situación por las numerosas protestas.
Durante su discurso de investidura prometió realizar reformas democráticas y económicas, pero pocos le creyeron. Entre su políticas estuvo un plan de flexibilización del derecho de viajar al extranjero, que luego se saldría de control. Se vio rápidamente sobrepasado por los acontecimientos: durante su mandato comenzó a ser derribado el Muro de Berlín y se produjo el colapso la estructura estatal de la RDA. Incluso miles de alemanes salieron a las calles a pedir abiertamente su renuncia. Fue incapaz de controlar la salida de cientos de miles de alemanes hacia el Oeste a través de Checoslovaquia, país comunista que había abierto sus fronteras con la Alemania Occidental.
Ante el aumento de las protestas, la presión sobre la deuda externa de la RDA y el apoyo vacilante de la Unión Soviética, Krenz dimitió de todos sus cargos el 7 de diciembre de ese mismo año y fue sustituido por el liberal-demócrata Manfred Gerlach. Quedó prácticamente aislado de los procesos de cambio que estaban teniendo lugar. Además, en 1990 fue expulsado del nuevo Partido del Socialismo Democrático (PDS) en un intento por desligarse del pasado comunista.

#### Caída del muro de Berlín
El 6 de noviembre de 1989, el Ministerio del Interior publicó un borrador de nuevas normas de viaje. Si bien se lo calificó como un cambio importante, en realidad el borrador solo hizo cambios cosméticos a las reglas de la era Honecker. Se suponía que las oficinas estatales aprobarían las solicitudes "rápidamente" pero, en realidad, se necesitaban hasta 30 días para procesar las solicitudes para viajes ordinarios al extranjero y hasta seis meses para la emigración. No sólo se podían denegar las solicitudes por los motivos habituales (seguridad nacional, orden público, salud pública, moral pública, etc.), sino que no se garantizaba que las personas que viajaban al extranjero tuvieran acceso a divisas. El borrador enfureció a los ciudadanos comunes y fue denunciado como "basura" por el alcalde de Berlín Occidental, Walter Momper.
En un caso particularmente inoportuno, el borrador se publicó pocos días después de que el gobierno permitiera que se reanudaran los viajes a Checoslovaquia. Esto provocó una avalancha de refugiados que se agolpaban en las escaleras de la embajada de Alemania Occidental en Praga. Los checoslovacos enfurecidos dieron a sus homólogos de Alemania Oriental un ultimátum: a menos que el asunto se resolviera de inmediato, Praga tendría que considerar seriamente sellar la frontera entre Alemania Oriental y Checoslovaquia. En una reunión del Politburó el 7 de noviembre, se decidió promulgar de inmediato la sección del proyecto de reglamento de viajes que aborda la emigración permanente. Inicialmente, el Politburó planeó crear un paso fronterizo especial cerca de Schirnding, específicamente para esta emigración. Sin embargo, los burócratas del Interior y de la Stasi encargados de redactar el nuevo texto concluyeron que esto no era factible y elaboraron un nuevo texto relacionado tanto con la emigración como con los viajes temporales. Estipulaba que los ciudadanos de Alemania Oriental podían solicitar permiso para viajar al extranjero sin tener que cumplir con los requisitos previos para esos viajes, y también permitía la emigración permanente entre todos los cruces fronterizos, incluidos aquellos entre Berlín Oriental y Occidental.
El nuevo texto se completó el 9 de noviembre. Sin embargo, nadie informó al portavoz de facto del Politburó, el jefe del partido de Berlín Oriental, Günter Schabowski, de que las normas entrarían en vigor la tarde siguiente. Así, en la rueda de prensa diaria, cuando un periodista preguntó cuándo entrarían en vigor las normas, Schabowski supuso que ya estaban en vigor y respondió: "Hasta donde yo sé, inmediatamente y sin demora". Extractos de la conferencia de prensa se transmitieron por la televisión de Alemania Occidental, que se podía ver en la mayor parte de Alemania Oriental. Esto provocó un éxodo masivo hacia el Muro de Berlín de miles de berlineses orientales, creyendo que la declaración era una decisión de abrir los cruces fronterizos en el Muro. Krenz y el resto de los dirigentes no estaban dispuestos a ordenar el uso de fuerza letal. Finalmente, los guardias fronterizos, que no estaban preparados y eran superados en número, por su propia autoridad, dejaron pasar a la multitud hacia Berlín Occidental.
La caída del Muro de Berlín destruyó políticamente a Krenz y al SED. El 18 de noviembre, Krenz tomó juramento a un nuevo gobierno de coalición. En lugar de un juramento, consistió en un simple apretón de manos. Sin embargo, era evidente que el SED vivía de un tiempo prestado. La UDC y el PLDA, durante mucho tiempo subordinados al SED, expulsaron a sus dirigentes procomunistas y anunciaron que abandonaban el Frente Nacional. El nuevo Presidium de la CDU, bajo el liderazgo de Lothar de Maizière, también exigió la dimisión de Krenz como presidente del Consejo de Estado y presidente del Consejo de Defensa Nacional.
El 1 de diciembre, el Volkskammer enmendó significativamente la constitución de Alemania Oriental para purgarla de su carácter comunista. En particular, se eliminó el artículo Uno, que declaraba a Alemania Oriental como un estado socialista bajo el liderazgo del SED. Dos días después, todo el Politburó y el Comité Central, incluido Krenz, dimitieron y un comité de trabajo asumió la dirección del partido. El 6 de diciembre de 1989, Krenz dimitió de los puestos directivos que le quedaban. Le sucedió como jefe de Estado el líder del LDPD, Manfred Gerlach. En un intento por rehabilitarse antes de las primeras elecciones libres en Alemania Oriental, la organización sucesora del SED, el Partido del Socialismo Democrático, expulsó a Krenz y a varios otros exlíderes del régimen comunista en 1990.

### Condena por asesinatos

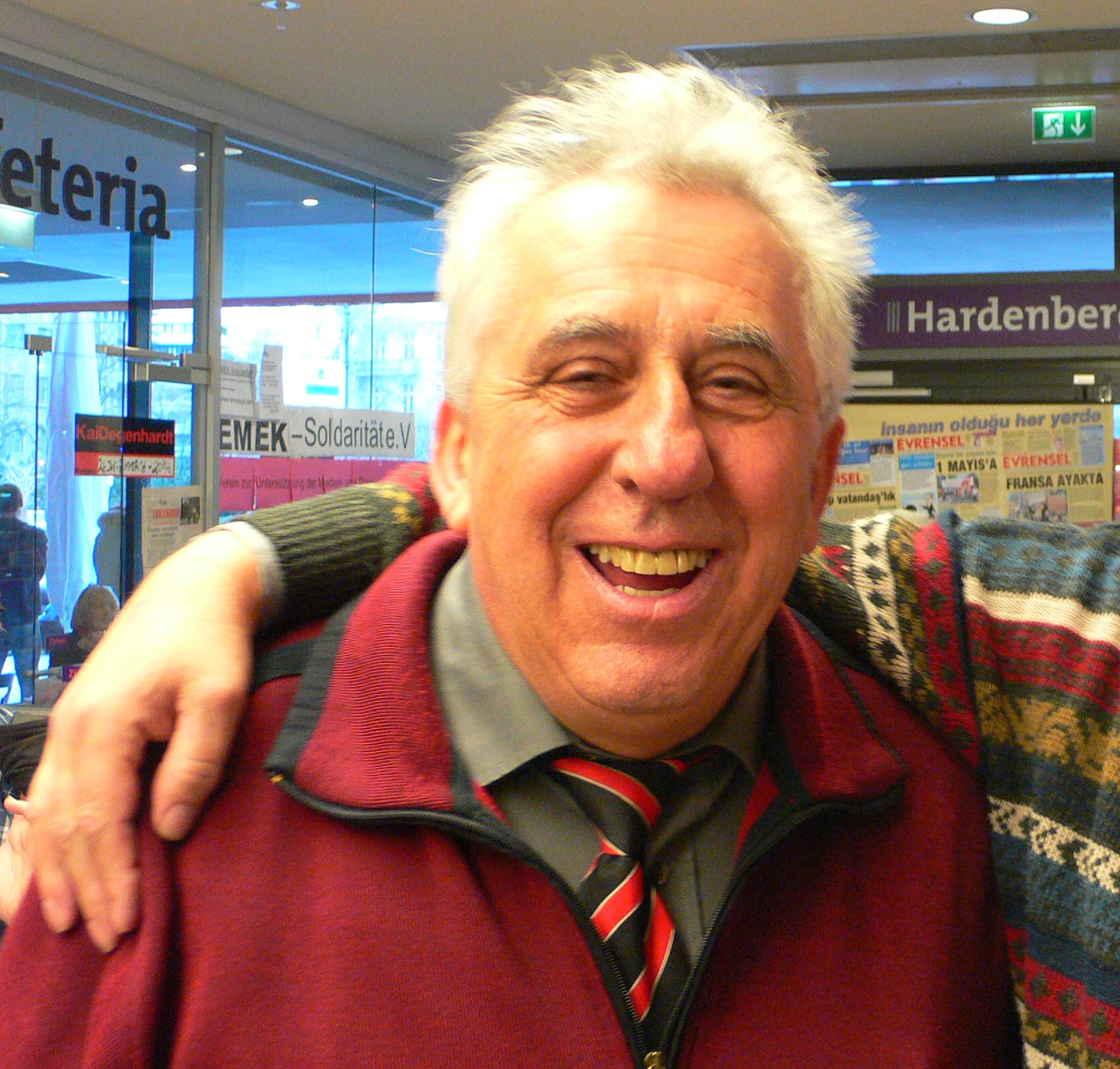
Krenz en 2007

En 1997 fue procesado por las autoridades de la RFA, acusado de la muerte de cuatro de las personas asesinadas al intentar escapar ilegalmente a través del Muro de Berlín y de fraude electoral, aunque el procedimiento por fraude electoral fue sobreseído. Krenz recurrió la sentencia alegando que no podía ser juzgado con las leyes de la República Federal por hechos que ocurrieron en la RDA, aunque en 1999 el veredicto fue ratificado por la justicia alemana y definitivamente encarcelado. Más tarde, Krenz describiría su proceso judicial como la «justicia de los vencedores» y una «persecución política».
No obstante, el propio Krenz asegura que se siente orgulloso de prevenir un derramamiento de sangre durante la crisis final de la RDA.

### Excarcelación y vida posterior
En el 18 de diciembre de 2003 fue liberado tras cumplir casi cuatro de los seis y medio años de su condena y se retiró a la tranquila población de Dierhagen, en Mecklemburgo. Desde entonces Krenz es considerado vocero de la Ostalgie.
Hasta el día de hoy, Krenz sigue defendiendo la necesidad de reconstruir la República Democrática Alemana. Asimismo, en retrospectiva, Krenz considera que «las tropas soviéticas siempre fueron amigos», independientemente de si ocupan su país o no y, además, enfatiza en que los soviéticos ayudaron tanto en la construcción como en la destrucción de la República Democrática Alemana.
De igual manera, Krenz señala que la Unión Soviética liderada por Mijaíl Gorbachov los «abandonó» en la etapa final de la Alemania Oriental e indica que la declaración de Gorbachov de finalizar la Guerra Fría representó una «humillación» ante Estados Unidos. Sin embargo, Krenz sostiene que la Guerra Fría realmente nunca terminó, sino que «se lucha ahora con diferentes métodos».
Por otro lado, aunque la Unión Soviética se desintegró, es partidario de la Rusia bajo el liderazgo de Vladímir Putin, señalando a Gorbachov y a Boris Yeltsin como «presidentes débiles».